# Rebecca Black Was Here
Rebecca Black Was Here es el segundo Extended Play de la cantante estadounidense Rebecca Black, autoeditado el 16 de junio de 2021. Fue precedido por tres sencillos: "Girlfriend", "Personal" y "Worth It For The Feeling".

## Antecedentes y promoción
Rebecca Black se hizo conocida a la edad de trece años cuando el vídeo musical de su sencillo "Friday", publicado el 10 de febrero de 2011 se volvió viral en YouTube y otros sitios de redes sociales. Black lanzó su primer EP, "RE / BL", en septiembre de 2017..
Black anunció el primer sencillo "Girlfriend" el día 25 de enero de 2021 en la red social Twitter y posteriormente lanzado el día 29 de enero del mismo año, acompañado por un video musical.El segundo sencillo "Personal" fue lanzado el 23 de abril de 2021 y finalmente, el tercer sencillo "Worth It For The Feeling" fue lanzado el día 21 de mayo de 2021.

“Este año realmente ha sido una re-introducción, no solo de mi música, sino de todo lo que rodea a eso para crear una imagen completa. Es muy divertido para mí jugar sexy de una manera menos convencional e inusual, y quiero seguir desafiándome a mí misma para interrumpir la idea que la gente pueda tener con respecto a la dirección que voy a seguir“.

## Lista de canciones
Rebecca Black Was Here
Todas las canciones fueron producidas por Ceci G, Cody Tarpley, Glitch Gum, Joshua Murty & Micah Jasper.

| N.º | Título                     | Escritor(es) | Duración |  |
| 1.  | «Better In My Memory»      |              | 2:50     |  |
| 2.  | «Personal»                 |              | 2:32     |  |
| 3.  | «NGL»                      |              | 3:26     |  |
| 4.  | «Blue»                     |              | 3:22     |  |
| 5.  | «Worth It For The Feeling» |              | 3:07     |  |
| 6.  | «Girlfriend»               |              | 3:23     |  |